# Alfred Basch
Alfred Basch (* 9. Oktober 1882 in Prag; † 26. August 1958 in Wien) war ein österreichischer Mathematiker.

## Leben
Basch studierte Maschinenbau an der TH Wien, war an den Technischen Versuchsanstalten an der Deutschen Technischen Hochschule Prag und der TH Dresden und wurde 1909 an der TH Wien mit der Schrift Über den Einfluß lokaler Inhomogenitäten, insbesondere starrer Einschlüsse auf den Spannungszustand von elastischen Körpern promoviert. Nach Wehrdienst im Ersten Weltkrieg war er beim Bundesamt für Eich- und Vermessungswesen in Wien und wurde 1926 Privatdozent für Praktische Analysis an der TH Wien. Nach dem Anschluss Österreichs wurde er 1938 entlassen und ging in die USA, wo er unter anderem Assistant Professor am Amherst College und Associate Professor an der University of Massachusetts in Fort Devons war. 1947 war er wieder in Wien, wurde Wirklicher Hofrat und 1948 ordentlicher Professor an der TH Wien.
Er befasste sich mit angewandter Mathematik und technischer Mechanik.